# Konstriktion
Konstriktion als wissenschaftlicher Fachbegriff geht auf das lateinische Verb: cōn-stringere zurück (dt.: ‚zusammenschnüren‘, englisch: constriction) und bedeutet ‚Zusammenschnüren‘.
- In der Biologie wird im wissenschaftlichen Sprachgebrauch die Fangmethode der Würgeschlangen als Konstriktion bezeichnet; auch der Name der Boa constrictor weist auf dieses Verhalten hin.[1] Die konstriktive Fortbewegung mancher Schlangenarten ist ein Zusammenziehen des Körpers in Längsrichtung vergleichbar einer Ziehharmonika.[2]
- Im medizinischen Sprachgebrauch versteht man unter Konstriktion die physiologische oder pathologische Verengung von Hohlorganen z. B. das Zusammenziehen eines Blutgefäßes (Vasokonstriktion), des Bronchialsystems (Bronchokonstriktion) oder eines anderen Hohlorganes (siehe auch: Striktur).[3] Der ähnliche Begriff ‚Kontraktion‘ (‚Zusammenziehen‘),[4] z. B. von Muskelgewebe (Muskelkontraktion), Cytoskelett-Filamenten, Mikrotubuli, Motorproteinen, oder bei der Mitose geht mit einer Verkürzung einer (molekularen, mikroskopischen oder makroskopischen) kontraktilen Struktur einher und ist von dem Begriff der ‚Konstriktion‘ zu unterscheiden; ein synonymer Gebrauch ist daher meist falsch.[3][4][5]

- In der Psychologie bezeichnet Konstriktion ein Symptom der Posttraumatischen Belastungsstörung (PTBS). Es beschreibt ein Vermeiden von Situationen, die als bedrohlich empfunden werden, einen sozialen Rückzug, und die psychische Erstarrung und emotionale Taubheit oder emotionale Anästhesie („emotionales oder psychisches Zusammenziehen“). Der Betroffene hat keine Möglichkeit, eine Situation zu bewältigen (weder fliehen noch kämpfen) und gerät nach dem aus der Biologie in die Psychotraumatologie übernommenen 3F-Modell (fight, flight or freeze model) in einen schockartigen ‚Erstarrungszustand‘ („Totstellreflex“).[5][6][7] Damit befindet er sich in einer traumatischen Zange, einem in der Psychotraumatologie (Michaela Huber, 2003)[8][9][10] gebräuchlichen Begriff,[10] der dort zu: fight, flight or freeze and fragment erweitert wurde, wodurch die während des ‚Freeze-Zustands‘ ausgelöste Dissoziation, Abspaltung und Fragmentierung der traumatischen Gedächtnisinhalte (ein Vorgang, der bereits 1889 von Pierre Janet als Traumafolge entdeckt und beschrieben wurde) zum Ausdruck gebracht wird.[8][9][5][11]